# Berosus fraternus
Berosus fraternus är en skalbaggsart som beskrevs av Leconte 1855. Berosus fraternus ingår i släktet Berosus och familjen palpbaggar. Inga underarter finns listade i Catalogue of Life.